# هورس والپول
هورس والپول (انگلیسی: Horace Walpole; ۲۴ سپتامبر ۱۷۱۷ – ۲ مارس ۱۷۹۷) نویسنده، رمان‌نویس و سیاستمدار اهل پادشاهی بریتانیای کبیر و فرزند رابرت والپول اولین نخست وزیر بریتانیا بود.
وی همچنین برندهٔ جوایزی همچون همکار انجمن سلطنتی شده‌است. وی از سال ۱۷۴۱ تا ۱۷۶۸ عضو پارلمان بریتانیا بوده‌است.

## نگارخانه

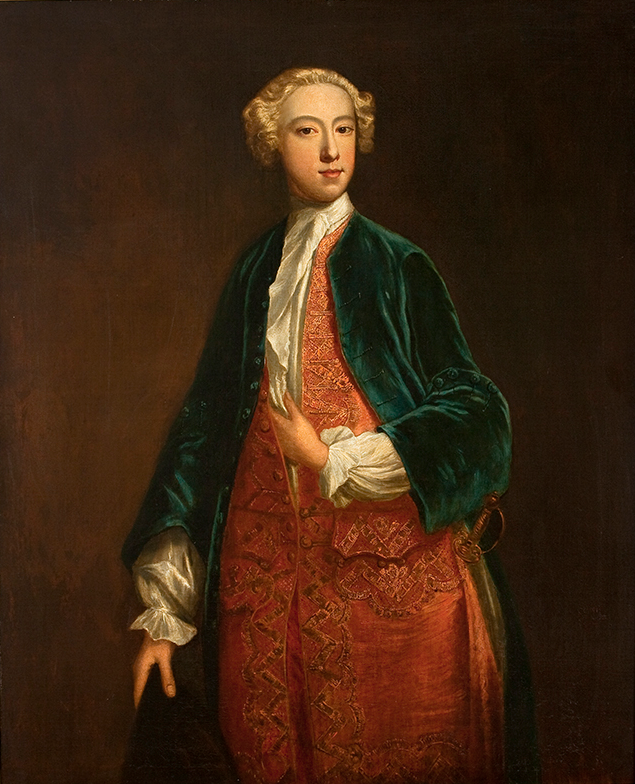
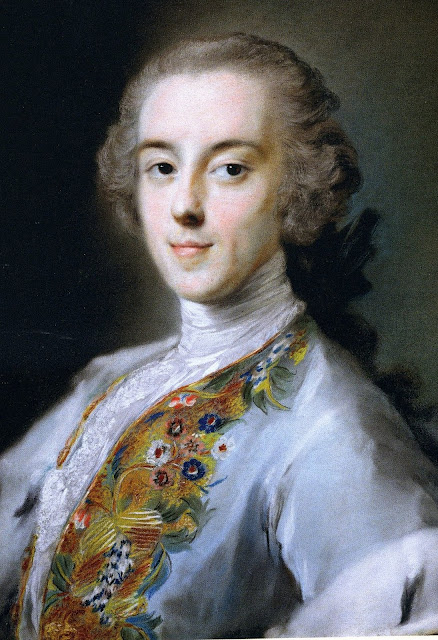
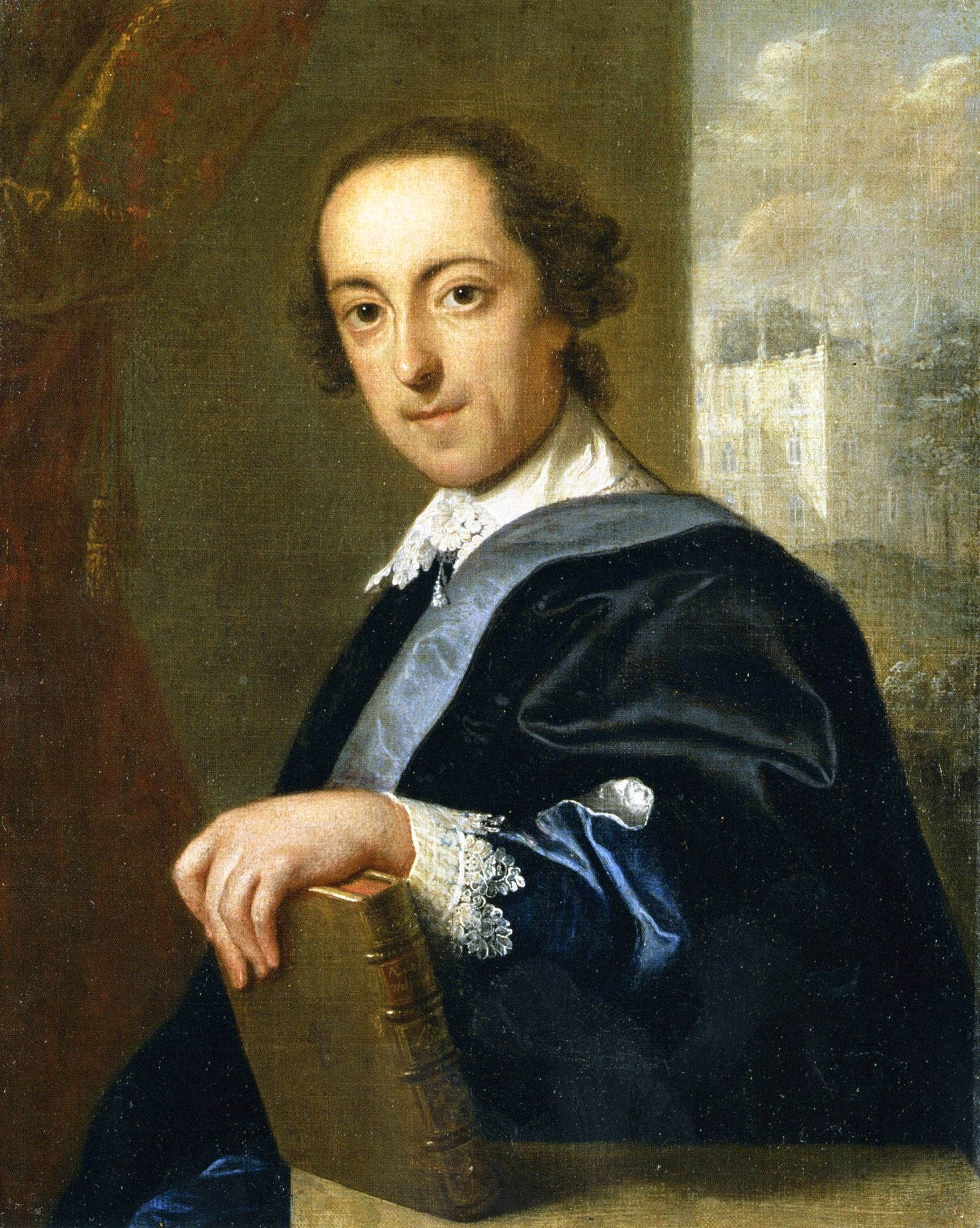